# De-aș fi Peter Pan
De-aș fi Peter Pan este un film românesc fantastic muzical pentru copii din 1992 regizat de Gheorghe Naghi. Rolurile principale au fost interpretate de actorii Andrei Niculescu, Adriana Lungu și Radu Andrei. A avut premiera la 6 ianuarie 1992. Se bazează vag pe povestirea „Peter Pan” de J. M. Barrie și titlul parafrazează filmul De-aș fi... Harap Alb (1965) regizat de Ion Popescu-Gopo. 

## Distribuție
- Andrei Niculescu — Peter Pan, un copil orfan rămas veșnic tânăr, conducătorilor copiilor din „Țara de nicăieri”
- Adriana Lungu	— Wendy, fiica preadolescentă a familiei Darling
- Radu Andrei — Michael, fiul cel mai mare al familiei Darling
- Simona Andrei	— John, fiul cel mai mic al familiei Darling
- Valentin Uritescu	— povestitorul / crocodilul Nil, dușmanul de moarte al căpitanului Hook / domnul George Darling, directorul orfelinatului
- Ilinca Tomoroveanu — doamna Darling, soția domnului Darling și mama celor trei copii
- Vasile Hariton — oaspete englez venit să înfieze copii / căpitanul Hook, conducătorul unei bande de pirați, cel mai mare dușman al lui Peter Pan
- Valeria Ogășanu — Nana, cățelușa Collie „cu porniri de mamă” a familiei Darling
- Boris Petroff — oaspete englez venit să înfieze copii / pirat (menționat Boris Petrof)
- Gheorghe Dănilă — oaspete englez venit să înfieze copii / pirat
- Constantin Bărbulescu — oaspete englez venit să înfieze copii / piratul „Știrbul”
- Dan Cristian Motriuc — oaspete englez venit să înfieze copii / pirat
- Mihai Gruia Sandu — oaspete englez venit să înfieze copii / pirat
- Cătălin Fetița — oaspete englez venit să înfieze copii / pirat
- Mihai Ionescu — oaspete englez venit să înfieze copii / pirat
- Gheorghe Naghi — oaspete englez venit să înfieze copii / pirat
- George Cricler — oaspete englez venit să înfieze copii / pirat
- Ovidiu Hariton — oaspete englez venit să înfieze copii / pirat
- Răzvan Răileanu — copil din „Țara de nicăieri”
- Vlad Crăciunescu — copil din „Țara de nicăieri”
- Cristian Mandu — copil din „Țara de nicăieri”
- Monica Bota — copil din „Țara de nicăieri”
- Trestian Ciubotariu — copil din „Țara de nicăieri”
- Irina Darie Rusu — copil din „Țara de nicăieri”
- Irina Adomnica — copil din „Țara de nicăieri”
- Ștefan Ionescu — copil din „Țara de nicăieri”
- Mihăiță Coman — copil din „Țara de nicăieri”
- Ana Maria Zotta — Zâna Închipuirii
- Ana Maria Iorgulescu — zână
- Lăcrămioara Martin — zână
- Noemi Ioniță — zână
- Rucsandra Ionescu — zână
- Ioana Rențea — zână
- Crenguța Hariton — indiancă
- Giuliano Doman — indian
- Doina Ghițescu — indiancă
- Gabriela Gherase — indiancă
- Toma Dănilă — indian
- Oana Motriuc — indiancă
- Alexandru Motriuc — indian

### Interpreții fragmentelor muzicale
- Dorina Chiriac — Peter Pan
- Rodica Tudoran Crăinicean	— Wendy
- Ana Maria Vîlceleanu — Michael
- Gabriela Amuzescu	— John
- Felicia Filip — doamna Darling
- Emil Iurașcu	— domnul Darling
- Sever Barnea — căpitanul Hook
- Adriana Alexandru — cățelușa Nana
- Cristian Mihăilescu — crocodilul
- Cătălina Barbu — Piuilă
- Sabina Enciu — Ronțăilă
- Sidonia Marin — Cîrlionț
- Adina Ivan — Șugubeața
- Ștefan Vasile Schuller — povestitorul

## Primire
Filmul a fost vizionat de 9.113 de spectatori în cinematografele din România, după cum atestă o situație a numărului de spectatori înregistrat de filmele românești de la data premierei și până la data de 31 decembrie 2014 alcătuită de Centrul Național al Cinematografiei.
Tudor Caranfil afirma că: „Insolentă parafrază a titlului regretatului Ion Popescu-Gopo, «De-aș fi Harap Alb», pentru o adaptare a unei opere lirice adresate copiilor de Laurențiu Profeta... Nimic mai puțin cinematografic decât o asemenea combinație transformată prin contribuția regizorului într-o adevărată carte de vizită a improvizației nule, fără umor și cultură. De apreciat doar scenografia lui Vasile Nițu (Premiul ACIN) și spontaneitatea micilor interpreți.” 

## Vezi și
- Listă de filme românești
- Listă de filme fantastice românești